# Thorvald Stauning
Thorvald August Marinus Stauning (Copenhaga, 26 de Outubro de 1873 - Copenhaga, 3 de Maio de 1942) foi um político da Dinamarca. Ocupou o cargo de primeiro-ministro da Dinamarca.

## Acordo de Kanslergade
Foi de sua pessoal autoria e mediação o histórico Acordo de Kanslergade, assinado na madrugada de 29 para 30 de janeiro de 1933, quando Thorvald conduziu, pessoalmente, em sua residência em Copenhagen (à rua Kanslergade, daí o nome do acordo) esse fundamental documento, numa inédita união entre o Partido Liberal (de direita) e o Partido Social Democrata (esquerda socialista), que selaria as bases políticas e econômicas do estado de bem-estar social, como uma alternativa à Grande Depressão.
Nos anos seguintes, o modelo proposto por este acordo consagraria os países escandinavos com os mais altos índices de desenvolvimento humano jamais antes alcançados na história da humanidade.